# هاتچاچابی (آلاباما)
هاتچاچابی (به انگلیسی: Hatchechubbee) یک منطقهٔ مسکونی در ایالات متحده آمریکا است که در شهرستان راسل، آلاباما واقع شده‌است. هاتچاچابی ۹۶٫۹۳ متر بالاتر از سطح دریا واقع شده‌است.